# Подавление индийского восстания англичанами

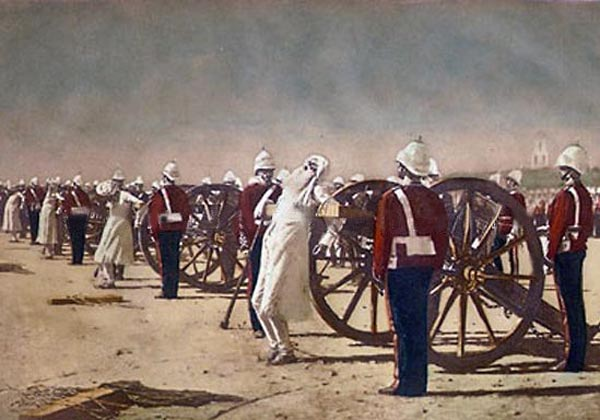
Картина «Казнь из пушек в Британской Индии». В. В. Верещагин. 1884 год

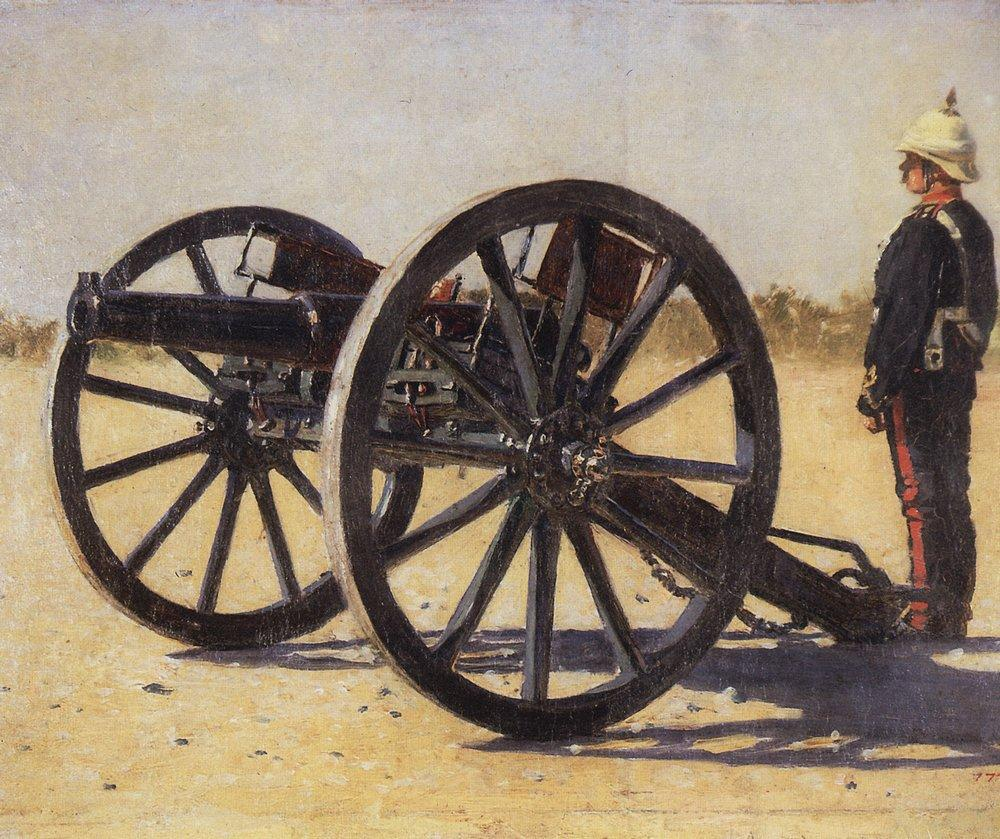
«Пушка». 1883 год. Этюд для картины «Подавление индийского восстания англичанами»

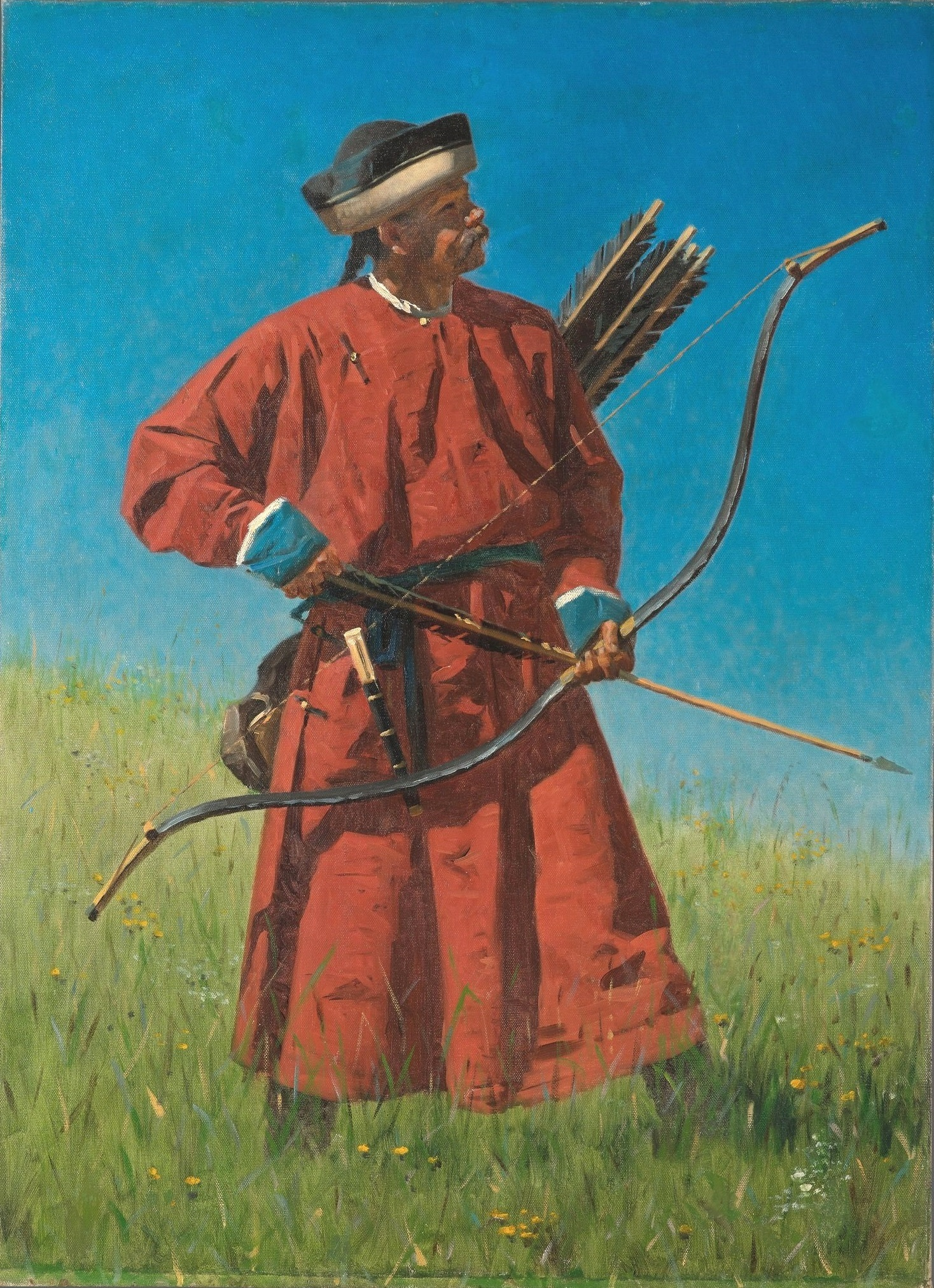
Картина Верещагина «Бухарский солдат (сарбаз)». Фактически на ней изображён азиатский лучник

Подавление индийского восстания англичанами — первая картина русского художника Василия Верещагина из цикла «Трилогия казней». Полотно изображает сцену расправы британцами над сипаями (или сикхами-повстанцами) жестоким способом «дьявольский ветер», также известным как «развеивание из пушек». Данный тип казни применялся британскими войсками при подавлении Индийского народного восстания 1857—1859 годов. Поскольку, по альтернативной версии, картина отсылает не к восстанию сипаев конца 1850-х годов, а к репрессиям в отношении сикхской секты намдхари в 1870-е годы, корректнее использовать более точный вариант наименования — «Казнь из пушек в Британской Индии».
Нынешнее местонахождение картины неизвестно.

## История
В 1882—1883 годах Василий Верещагин отправляется в своё второе путешествие в Британскую Индию. Он посещает Бомбей, Мадрас, Дели, Агру и Джайпур. Ещё во время первой поездки в Индию (1874—1876) художник, потрясенный нищетой и унижениями, которые испытывали жители страны, задумывает показать историю «заграбастания» (колонизации) Индии британцами. Несмотря на наличие таких замыслов, Верещагин концентрируется на других сюжетах, посвященных людям, культуре, архитектуре и природе. Все эти работы были объединены в «Индийскую серию». На колониальную тематику Верещагин пишет масштабное полотно «Шествие слонов. Въезд принца Уэльского в Джайпур в 1876 году», работу над которым заканчивает в 1879 году. Однако другие идеи остаются неосуществлёнными. Во время второго путешествия по Индии Верещагин собирает сведения о жестокостях, учиняемых британцами по отношению к народам Индии.
В 1884 году Верещагин завершает работу над картиной об использовании «дьявольского ветра» британцами в Индии. Приблизительно через год художник дописывает «Казнь заговорщиков в России», второе полотно из цикла о казнях. Ещё через два года мастер создает последнюю картину из данной серии — «Распятие на кресте у римлян». Наряду с другими работами Верещагина эти три полотна пользовались успехом американской публики, познакомившейся с творчеством мастера в ходе нескольких выставочных турне в 1888—1891 годах. В ходе своих мировых гастролей Верещагин четырежды выставлял свои работы в Лондоне. В Англии «Казнь из пушек в Британской Индии» вызвала большое возмущение.
Известно, что «Казнь заговорщиков в России» и «Распятие на кресте у римлян» были куплены на аукционах частными коллекционерами. Последующая история «Казни из пушек в Британской Индии» неясна. По некоторым сведениям, картина, как и две другие из данной серии, была приобретена на аукционе неизвестными покупателями (возможно, подставными лицами, действовавшими в интересах британского правительства). Информации о дальнейшей судьбе картины (была ли она надёжно спрятана или уничтожена) обнаружить не удалось.
Существует легенда, что картина некоторое время находилась в США, после чего была выкуплена британскими властями и уничтожена. Встречаются даже утверждения, что британцы якобы даже расстреляли картину из пушек.

## Споры о сюжете картины

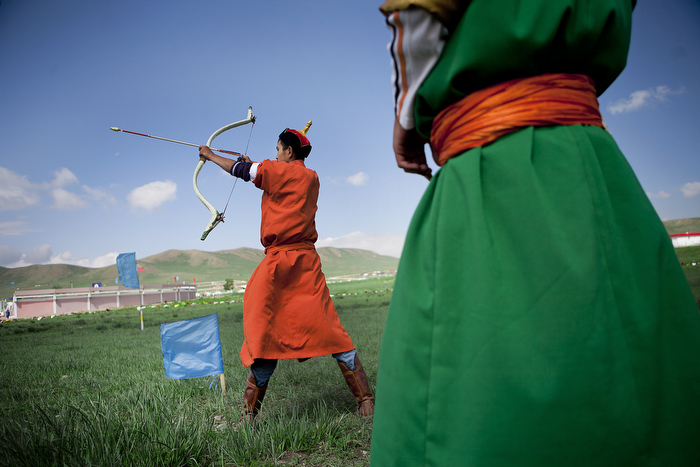
Современные монголы в традиционных костюмах практикуются в стрельбе из лука

Несмотря на то, что картины Верещагина отличаются высокой степенью детализации (считается, что при подготовке к написанию «Подавления…» Верещагин создал этюд «Пушка» для проработки нюансов), в них много неточностей. Часто можно встретить несоответствие названия полотна и изображения. Сергей Знаковский, эксперт по регулярной армии Бухарского ханства, отмечает, что работы Верещагина далеко не всегда можно использовать как иллюстрацию военной униформы сарбазов. На одноимённой картине 1868 года можно увидеть монгольского лучника, а не солдата бухарских войск.
Наконец, в пользу второй «сикхской» версии говорит время написания картины. Первое путешествия Верещагина в Индию отстает от восстания сипаев на 15 лет, тогда как сикхские бунты были в самом разгаре. Что касается «дьявольского ветра», то британцы продолжали применять этот способ казни после подавления мятежа 1857—1859 годов. Например, в 1871 году 49 членов сикхской секты намдхари (кука) были казнены с применением «дьявольского ветра» за нападение на скотобойню. В 1872 году в княжестве Малеркотла более 60 намдхари, включая детей, были публично растерзаны выстрелами из пушек.